# Jehuda Almog
Jehuda Almog (hebrejsky: יהודה אלמוג, rodným jménem Jehuda Kopeliovič, יהודה קופילביץ;‎ 1896 – 1972) byl sionistický aktivista a izraelský politik.
Narodil se roku 1896 v Litvě v tehdejší Ruské říši. Do mandátní Palestiny přišel v rámci třetí alije roku 1920. Byl přítelem a stoupencem sionistického aktivisty a vojáka Josefa Trumpeldora, který zemřel roku 1920 při vojenském střetu s Araby. Na jeho počest vznikly téhož roku pracovní oddíly Gdud ha-avoda, mezi jejichž předáky patřil Jehuda Almog.
Později se angažoval při průzkumu, osidlování a rozvoji regionu při Mrtvém moři. Podílel se zde na vzniku průmyslového komplexu Dead Sea Works a byl prvním starostou Oblastní rady Tamar. Je po něm pojmenována izraelská osada Almog při severním břehu Mrtvého moře. Zemřel roku 1972.